# Menoux
Pour les articles homonymes, voir Menoux (homonymie).
Menoux est une commune française située dans le département de la Haute-Saône, la région culturelle et historique de Franche-Comté et la région administrative Bourgogne-Franche-Comté.
Ses habitants sont les Manaoriens et les Manaoriennes.

## Géographie

### Climat
Pour des articles plus généraux, voir Climat de la Bourgogne-Franche-Comté et Climat de la Haute-Saône.
En 2010, le climat de la commune est de type climat des marges montargnardes, selon une étude du Centre national de la recherche scientifique s'appuyant sur une série de données couvrant la période 1971-2000. En 2020, Météo-France publie une typologie des climats de la France métropolitaine dans laquelle la commune est exposée à un climat semi-continental et est dans la région climatique  Lorraine, plateau de Langres, Morvan, caractérisée par un hiver rude (1,5 °C), des vents modérés et des brouillards fréquents en automne et hiver. 
Pour la période 1971-2000, la température annuelle moyenne est de 10,1 °C, avec une amplitude thermique annuelle de 17,3 °C. Le cumul annuel moyen de précipitations est de 987 mm, avec 13 jours de précipitations en janvier et 9,8 jours en juillet. Pour la période 1991-2020, la température moyenne annuelle observée sur la station météorologique de Météo-France la plus proche, « Venisey », sur la commune de Venisey à 8 km à vol d'oiseau, est de 11,0 °C et le cumul annuel moyen de précipitations est de 850,7 mm. 
La température maximale relevée sur cette station est de 39,7 °C, atteinte le 25 juillet 2019 ; la température minimale est de −17,4 °C, atteinte le 30 décembre 2005,,. 
Les paramètres climatiques de la commune ont été estimés pour le milieu du siècle (2041-2070) selon différents scénarios d'émission de gaz à effet de serre à partir des nouvelles projections climatiques de référence DRIAS-2020. Ils sont consultables sur un site dédié publié par Météo-France en novembre 2022.

## Urbanisme

### Typologie
Au 1er janvier 2024, Menoux est catégorisée commune rurale à habitat dispersé, selon la nouvelle grille communale de densité à sept niveaux définie par l'Insee en 2022.
Elle est située hors unité urbaine. Par ailleurs la commune fait partie de l'aire d'attraction de Vesoul, dont elle est une commune de la couronne,. Cette aire, qui regroupe 158 communes, est catégorisée dans les aires de 50 000 à moins de 200 000 habitants,.

### Occupation des sols
L'occupation des sols de la commune, telle qu'elle ressort de la base de données européenne d’occupation biophysique des sols Corine Land Cover (CLC), est marquée par l'importance des territoires agricoles (58,8 % en 2018), en diminution par rapport à 1990 (60 %). La répartition détaillée en 2018 est la suivante : 
forêts (38,2 %), terres arables (35,4 %), prairies (21,4 %), zones urbanisées (2,6 %), zones agricoles hétérogènes (2 %), milieux à végétation arbustive et/ou herbacée (0,4 %). L'évolution de l’occupation des sols de la commune et de ses infrastructures peut être observée sur les différentes représentations cartographiques du territoire : la carte de Cassini (XVIIIe siècle), la carte d'état-major (1820-1866) et les cartes ou photos aériennes de l'IGN pour la période actuelle (1950 à aujourd'hui).

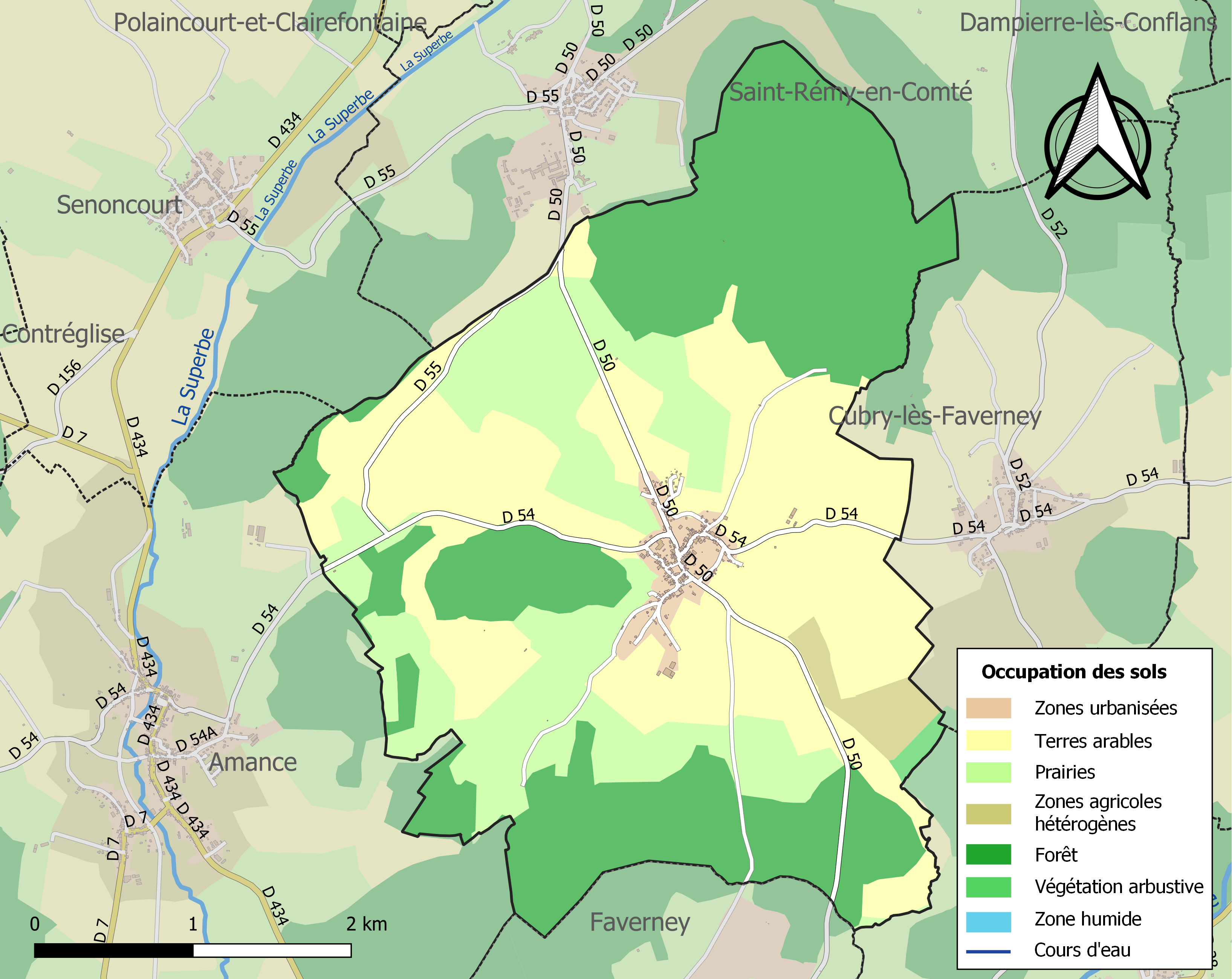
Carte des infrastructures et de l'occupation des sols de la commune en 2018 (CLC).

## Histoire
La première citation écrite du village de Menoux date du VIIIe siècle « villa manaore », lieu où les deux pèlerins aquitains, Berthaire et Athalein, membres de l'entourage du duc de Waifre, reçurent l'hospitalité le 5 juillet 766 chez le nommé Servat (qui avait une bien mauvaise réputation), après qu'Agenulfe son valet et rabatteur ait détourné les deux pèlerins de leur chemin vers Rome. Le lendemain 6 juillet deux corps sans têtes était retrouvés près du chemin qui menait à l'époque du village de Menoux au village de Rosières, lieu où ils devaient se rendre à l'invitation de Bobblia, mère de Servat. Un pêcheur du village voisin de Bourguignon-lès-Conflans retrouva dans ses filets dans la rivière la Lanterne les têtes martyres. L'abbesse de Faverney Gude enquêta, retrouva les meurtriers Agenulfe et Servat, puis fit édifier une chapelle sur le lieu du martyre. Ce lieu, Saint-Berthaire, est proche de Menoux sur la commune de Saint-Rémy.
Le culte des reliques des martyrs Berthaire et Athalein fut transféré au Xe siècle à Bleurville, dans l'actuel département des Vosges, et donna lieu à la fondation d'une abbaye bénédictine dans la première moitié du XIe siècle.

## Politique et administration

### Rattachements administratifs et électoraux
Menoux fait partie de l'arrondissement de Vesoul du département de la Haute-Saône, en région Bourgogne-Franche-Comté. Pour l'élection des députés, elle dépend de la première circonscription de la Haute-Saône.
La commune faisait partie depuis 1806 du canton d'Amance. Dans le cadre du redécoupage cantonal de 2014 en France, la commune fait désormais partie du canton de Port-sur-Saône.

### Intercommunalité
La commune était membre de la communauté de communes de la Saône jolie, créée en 1992.
L'article 35 de la loi n° 2010-1563 du 16 décembre 2010 « de réforme des collectivités territoriales » prévoyant d'achever et de rationaliser le dispositif intercommunal en France, et notamment d'intégrer la quasi-totalité des communes françaises dans des EPCI à fiscalité propre, dont la population soit normalement supérieure à 5 000 habitants, les communautés de communes : 
- Agir ensemble ;  
- de la Saône jolie ; 
- des six villages ; 
et les communes isolées de Bourguignon-lès-Conflans, Breurey-lès-Faverney et Vilory ont été regroupées pour former le 1er janvier 2014 la communauté de communes Terres de Saône, dont est désormais membre la commune.

### Liste des maires

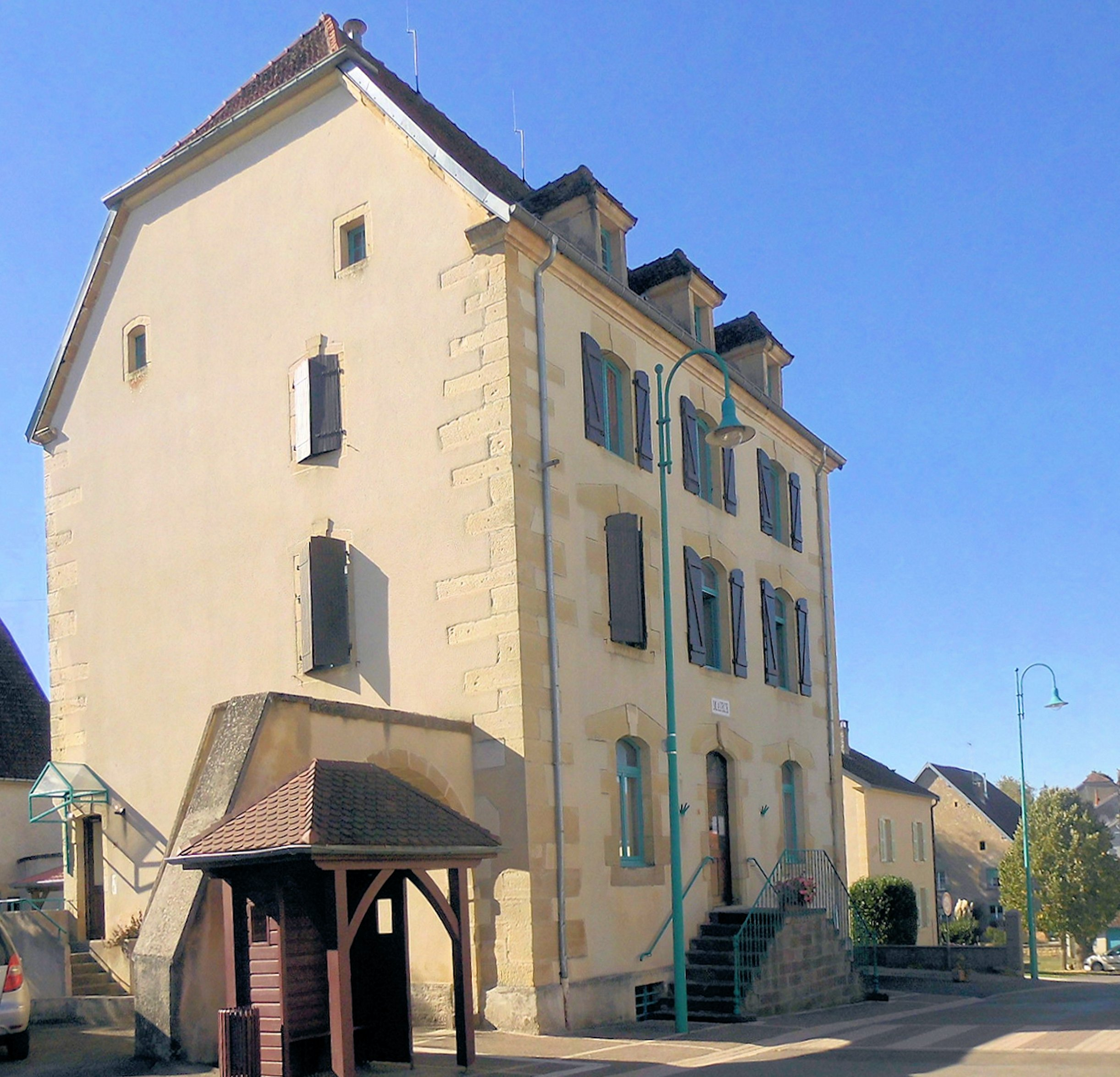
La mairie.

| Période                                  | Période                    | Identité    | Étiquette | Qualité                                                                             |
| ---------------------------------------- | -------------------------- | ----------- | --------- | ----------------------------------------------------------------------------------- |
| Les données manquantes sont à compléter. |                            |             |           |                                                                                     |
| mars 2001                                | En cours (au 22 août 2016) | Yves Garret |           | Retraité du Trésor Public puis Secrétaire de mairie Réélu pour le mandat 2014-2020, |

## Démographie
En 2022, la commune de Menoux comptait 299 habitants. À partir du XXIe siècle, les recensements réels des communes de moins de 10 000 habitants ont lieu tous les cinq ans. Les autres « recensements » sont des estimations.
| 1793 | 1800 | 1806 | 1821 | 1831 | 1836 | 1841 | 1846 | 1851 |
| ---- | ---- | ---- | ---- | ---- | ---- | ---- | ---- | ---- |
| 534  | 539  | 576  | 700  | 700  | 693  | 650  | 686  | 689  |

| 1856 | 1861 | 1866 | 1872 | 1876 | 1881 | 1886 | 1891 | 1896 |
| ---- | ---- | ---- | ---- | ---- | ---- | ---- | ---- | ---- |
| 561  | 552  | 550  | 568  | 566  | 513  | 492  | 452  | 427  |

| 1901 | 1906 | 1911 | 1921 | 1926 | 1931 | 1936 | 1946 | 1954 |
| ---- | ---- | ---- | ---- | ---- | ---- | ---- | ---- | ---- |
| 417  | 407  | 386  | 313  | 297  | 276  | 271  | 272  | 239  |

| 1962 | 1968 | 1975 | 1982 | 1990 | 1999 | 2005 | 2006 | 2010 |
| ---- | ---- | ---- | ---- | ---- | ---- | ---- | ---- | ---- |
| 222  | 240  | 233  | 239  | 208  | 229  | 260  | 268  | 288  |

| 2015 | 2020 | 2022 | - | - | - | - | - | - |
| ---- | ---- | ---- | - | - | - | - | - | - |
| 308  | 300  | 299  | - | - | - | - | - | - |

## Culture locale et patrimoine

### Lieux et monuments

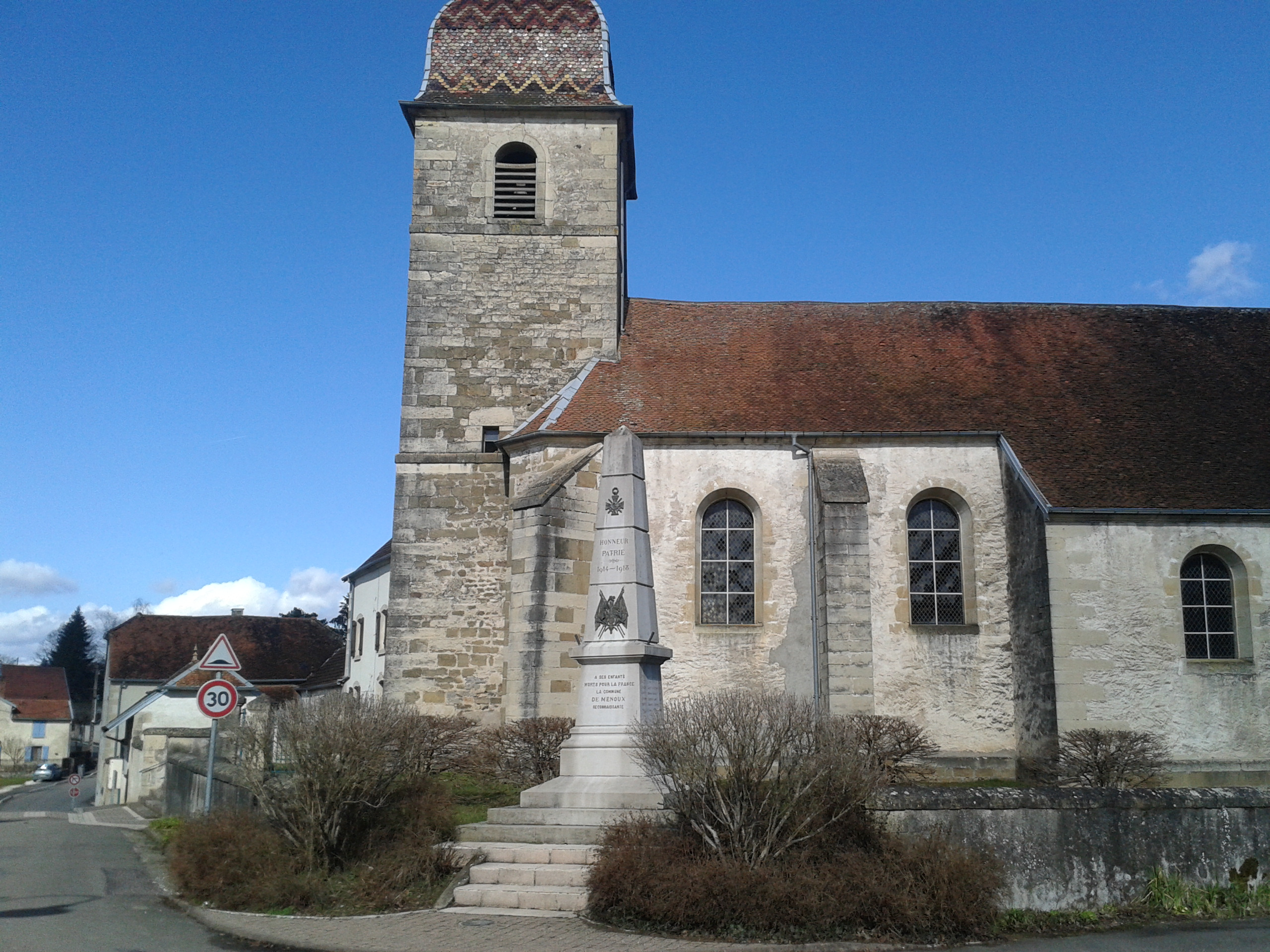
Église Saint-Julien.

- Église Saint-Julien, XVe et XVIIIe siècles, lieu de sépulture de Nicolas Aubry, curé du miracle de Faverney, 1608.

### Personnalités liées à la commune
- Agenulfe et Servat, meurtriers vers 766, de deux pèlerins aquitains, Berthaire et Athalin traversant toute la France par Tours, Orléans en direction de Luxeuil pour aller à Rome.
- Nicolas Aubry, né vers 1553, ce simple curé de campagne, réputé  boiteux et laid, mourut en 1617 à Menoux où il fut le curé pendant près de 18 ans. Il est avec Simon Raison, laboureur et Gaspard Briod, eux aussi de Menoux  un des témoins privilégiés du miracle eucharistique de Faverney de 1608. « C’est le curé Aubry qui a fait descendre la Sainte Hostie » rappelle encore  le dicton populaire.

Après trente trois heures de sustentation, les Hosties miraculeuses de Faverney retrouvèrent la terre ferme après l'élévation à l'hostie du curé Aubry de Menoux.
Après le congrès du tricentenaire du miracle de Faverney en 1908, sa sépulture fut retrouvée, 291 ans après la mort de ce témoin du miracle dans l'église de Menoux par Pierre-Louis Eberlé, curé d'Amance.
Redécouverte dans le chœur de l'église, sa sépulture retrouva ensuite l'endroit où avait été déplacée sa pierre tombale. Une croix noire sur cette pierre permet de visualiser la tombe de Nicolas Aubry dans l'église de Menoux.
- Maître Claude-Ferdinand Doyen, notaire royal et fermier des terres et seigneurie de Bourguignon les Conflans, procureur fiscal à Menoux et greffier en la justice dans la même ville.

### Héraldique
|  | Les armes de la commune se blasonnent ainsi : D’azur aux deux sceptres d’or passés en sautoir. |

## Menoux dans la littérature
Menoux constitue le lieu central du roman M&mnoux, de Lionel Labosse (Publibook, 2018), livre qui raconte de façon romancée l'histoire de ce village au cours du XXe siècle.